# كلاسيكا جيان بارايسو إنتيريور 2024
كلاسيكا جيان بارايسو إنتيريور 2024 (بالإسبانية: Clásica Jaén Paraíso Interior 2024)‏ هو سباق دراجات هوائية من فئة  1.1، وهو الموسم الثالث من كلاسيكا جيان بارايسو إنتيريور ‏، وأقيم في 12 فبراير 2024 ضمن سباقات طواف أوروبا للدراجات 2024.
فاز بالمركز الأول Oier Lazkano ‏، وفاز بالمركز الثاني Bastien Tronchon ‏، وفاز بالمركز الثالث جان تراتنيك.

## الفرق
| فرق عالمية (5)- Decathlon-AG2R La Mondiale - Ineos Grenadiers - Movistar Team - Team Visma \| Lease a Bike - UAE Team Emirates فرق برو (7)- برجس بي إتش 2024 ‏ - كاجا رورال-سيغوروس 2024 ‏ - أوسكالتيل أوسكادي 2024 ‏ - Equipo Kern Pharma ‏ - Lotto Dstny - Q36.5 Pro Cycling Team ‏ - سبورت فلاندرين بالويس ‏ فرق قارية (2)- Illes Balears Arabay Cycling ‏ - Lidl–Trek Future Racing ‏ |  |
| |  |

## المشاركون
| UAE Team Emirates UAD | UAE Team Emirates UAD | UAE Team Emirates UAD |
| --------------------- | --------------------- | --------------------- |
| م                     | عداء                  | مرتبة                 |
| 1                     | خوان أيوسو            | 20                    |
| 2                     | Igor Arrieta ‏         | 25                    |
| 3                     | مارك سولير            | 10                    |
| 4                     | دومين نوفاك           | لم يكمل السباق        |
| 5                     | Alessandro Covi ‏      | 18                    |
| 6                     | تيم فيلانز            | 4                     |
| 7                     | Sjoerd Bax ‏           | لم يكمل السباق        |

| Team Visma \| Lease a Bike TVL | Team Visma \| Lease a Bike TVL | Team Visma \| Lease a Bike TVL |
| ------------------------------ | ------------------------------ | ------------------------------ |
| م                              | عداء                           | مرتبة                          |
| 11                             | فاوت فان آرت                   | 45                             |
| 12                             | سيب كوس                        | 6                              |
| 13                             | روبرت جاسنك                    | لم يكمل السباق                 |
| 14                             | Tim van Dijke ‏                 | لم يكمل السباق                 |
| 15                             | بير ستراند هاجينز              | لم يكمل السباق                 |
| 16                             | جوليان فيرموت                  | لم يكمل السباق                 |
| 17                             | جان تراتنيك                    | 3                              |

| Ineos Grenadiers IGD | Ineos Grenadiers IGD       | Ineos Grenadiers IGD |
| -------------------- | -------------------------- | -------------------- |
| م                    | عداء                       | مرتبة                |
| 21                   | كارلوس رودريغيز كانو       | 19                   |
| 22                   | ميكال كوياتكووسكي          | 7                    |
| 23                   | Andrew August ‏             | لم يكمل السباق       |
| 24                   | عمر فريل                   | 21                   |
| 25                   | سالفاتوري بوتشيو           | لم يكمل السباق       |
| 26                   | بن تورنر                   | 42                   |
| 27                   | Michael Leonard (cyclist) ‏ | لم يكمل السباق       |

| Decathlon-AG2R La Mondiale DAT | Decathlon-AG2R La Mondiale DAT | Decathlon-AG2R La Mondiale DAT |
| ------------------------------ | ------------------------------ | ------------------------------ |
| م                              | عداء                           | مرتبة                          |
| 31                             | Jordan Labrosse ‏               | لم يكمل السباق                 |
| 32                             | Valentin Retailleau ‏           | 26                             |
| 33                             | Paul Lapeira ‏                  | لم يكمل السباق                 |
| 34                             | Sander De Pestel ‏              | 44                             |
| 35                             | Nicolas Prodhomme ‏             | 5                              |
| 36                             | Bastien Tronchon ‏              | 2                              |
| 37                             | أندريا فيندرام                 | 15                             |

| Movistar Team MOV | Movistar Team MOV     | Movistar Team MOV |
| ----------------- | --------------------- | ----------------- |
| م                 | عداء                  | مرتبة             |
| 41                | إيفان غارسيا          | 27                |
| 42                | غونزالو سيرانو        | 28                |
| 43                | Oier Lazkano ‏ (طريق)  | 1                 |
| 44                | Mathias Norsgaard ‏    | لم يكمل السباق    |
| 45                | Iván Romeo ‏           | 12                |
| 46                | غريغور مولبرغر (طريق) | 23                |
| 47                | Carlos Canal ‏         | 8                 |

| Lidl–Trek Future Racing ‏ LTF | Lidl–Trek Future Racing ‏ LTF | Lidl–Trek Future Racing ‏ LTF |
| ---------------------------- | ---------------------------- | ---------------------------- |
| م                            | عداء                         | مرتبة                        |
| 51                           | Amanuel Ghebreigzabhier ‏     | 34                           |
| 52                           | Cole Kessler‏                 | لم يكمل السباق               |
| 53                           | Matteo Milan ‏                | لم يكمل السباق               |
| 54                           | Liam O'Brien‏                 | لم يكمل السباق               |
| 55                           | Martin Pedersen ‏             | لم يكمل السباق               |
| 56                           | Cameron Rogers (cyclist) ‏    | لم يكمل السباق               |
| 57                           | Axandre Van Petegem ‏         | لم يكمل السباق               |

| أوسكالتيل أوسكادي ‏ EUS | أوسكالتيل أوسكادي ‏ EUS | أوسكالتيل أوسكادي ‏ EUS |
| ---------------------- | ---------------------- | ---------------------- |
| م                      | عداء                   | مرتبة                  |
| 61                     | Xabier Berasategi ‏     | لم يكمل السباق         |
| 62                     | Enekoitz Azparren ‏     | لم يكمل السباق         |
| 63                     | Unai Cuadrado ‏         | لم يكمل السباق         |
| 64                     | Mikel Iturria ‏         | 41                     |
| 65                     | لويس أنخيل ماتي        | 29                     |
| 66                     | Iker Mintegi ‏          | لم يكمل السباق         |
| 67                     | Gotzon Martín ‏         | 33                     |

| Equipo Kern Pharma ‏ EKP | Equipo Kern Pharma ‏ EKP    | Equipo Kern Pharma ‏ EKP |
| ----------------------- | -------------------------- | ----------------------- |
| م                       | عداء                       | مرتبة                   |
| 71                      | Urko Berrade ‏              | لم يكمل السباق          |
| 72                      | Pablo Castrillo ‏           | 13                      |
| 73                      | Ibon Ruiz ‏                 | لم يكمل السباق          |
| 74                      | Jorge Gutiérrez (cyclist) ‏ | لم يكمل السباق          |
| 75                      | Eugenio Sánchez (cyclist) ‏ | لم يكمل السباق          |
| 76                      | Diego Uriarte ‏             | لم يكمل السباق          |
| 77                      | مارتي ماركيز               | لم يكمل السباق          |

| برجس بي إتش ‏ BBH | برجس بي إتش ‏ BBH         | برجس بي إتش ‏ BBH |
| ---------------- | ------------------------ | ---------------- |
| م                | عداء                     | مرتبة            |
| 81               | خوسيه مانويل دياز        | 14               |
| 82               | جيتسي بول                | لم يكمل السباق   |
| 83               | Eric Fagúndez ‏           | 38               |
| 84               | Sinuhé Fernández ‏        | 36               |
| 85               | Georgios Bouglas ‏ (طريق) | لم يكمل السباق   |
| 86               | سيباستيان مورا           | لم يكمل السباق   |
| 87               | Karel Vacek ‏             | لم يكمل السباق   |

| كاجا رورال-سيغوروس ‏ CJR | كاجا رورال-سيغوروس ‏ CJR | كاجا رورال-سيغوروس ‏ CJR |
| ----------------------- | ----------------------- | ----------------------- |
| م                       | عداء                    | مرتبة                   |
| 91                      | Fernando Barceló ‏       | 16                      |
| 92                      | جيفرسون سيبيدا          | 43                      |
| 93                      | Samuel Fernández ‏       | لم يكمل السباق          |
| 94                      | ديفيد غونزاليس          | 31                      |
| 95                      | Joseba López ‏           | لم يكمل السباق          |
| 96                      | Orluis Aular ‏ (طريق)    | لم يكمل السباق          |
| 97                      | Joel Nicolau ‏           | 24                      |

| سبورت فلاندرين بالويس ‏ TFB | سبورت فلاندرين بالويس ‏ TFB | سبورت فلاندرين بالويس ‏ TFB |
| -------------------------- | -------------------------- | -------------------------- |
| م                          | عداء                       | مرتبة                      |
| 101                        | Jules Hesters ‏             | لم يكمل السباق             |
| 102                        | Victor Vercouillie ‏        | لم يكمل السباق             |
| 103                        | Kamiel Bonneu ‏             | لم يكمل السباق             |
| 104                        | Toon Clynhens ‏             | 37                         |
| 105                        | Elias Maris ‏               | لم يكمل السباق             |
| 106                        | Yentl Vandevelde ‏          | لم يكمل السباق             |
| 107                        | Ward Vanhoof ‏              | 30                         |

| Lotto Dstny LTD | Lotto Dstny LTD     | Lotto Dstny LTD |
| --------------- | ------------------- | --------------- |
| م               | عداء                | مرتبة           |
| 111             | Cédric Beullens ‏    | 9               |
| 112             | سيباستيان غرينيار ‏  | 40              |
| 113             | جاكوبو غوارنييري    | لم يكمل السباق  |
| 114             | Mathijs Paasschens ‏ | 35              |
| 115             | إدواردو سيبولفيدا   | 39              |
| 116             | ارنو دي لاي         | لم يكمل السباق  |

| Q36.5 Pro Cycling Team ‏ Q36 | Q36.5 Pro Cycling Team ‏ Q36 | Q36.5 Pro Cycling Team ‏ Q36 |
| --------------------------- | --------------------------- | --------------------------- |
| م                           | عداء                        | مرتبة                       |
| 121                         | ديفيد دي لا كروز            | 32                          |
| 122                         | جيانلوكا برامبيلا           | 11                          |
| 123                         | Marcel Camprubí ‏            | لم يكمل السباق              |
| 124                         | مارك دونوفان                | 17                          |
| 125                         | Filippo Conca ‏              | 22                          |
| 126                         | Joey Rosskopf ‏              | لم يكمل السباق              |
| 127                         | Nickolas Zukowsky ‏ (طريق)   | لم يكمل السباق              |

| Illes Balears Arabay Cycling ‏ IBA | Illes Balears Arabay Cycling ‏ IBA | Illes Balears Arabay Cycling ‏ IBA |
| --------------------------------- | --------------------------------- | --------------------------------- |
| م                                 | عداء                              | مرتبة                             |
| 131                               | Sergi Darder ‏                     | لم يكمل السباق                    |
| 132                               | ESP                               | لم يكمل السباق                    |
| 133                               | Arnau Gilabert‏                    | لم يكمل السباق                    |
| 134                               | ESP                               | لم يكمل السباق                    |
| 135                               | Asier Pablo González‏              | لم يكمل السباق                    |
| 136                               | Pau Llaneras ‏                     | لم يكمل السباق                    |
| 137                               | Alex Molenaar ‏                    | لم يكمل السباق                    |

| UAE Team Emirates UAD | UAE Team Emirates UAD | UAE Team Emirates UAD |
| --------------------- | --------------------- | --------------------- |
| م                     | عداء                  | مرتبة                 |
| 1                     | خوان أيوسو            | 20                    |
| 2                     | Igor Arrieta ‏         | 25                    |
| 3                     | مارك سولير            | 10                    |
| 4                     | دومين نوفاك           | لم يكمل السباق        |
| 5                     | Alessandro Covi ‏      | 18                    |
| 6                     | تيم فيلانز            | 4                     |
| 7                     | Sjoerd Bax ‏           | لم يكمل السباق        |

| Team Visma \| Lease a Bike TVL | Team Visma \| Lease a Bike TVL | Team Visma \| Lease a Bike TVL |
| ------------------------------ | ------------------------------ | ------------------------------ |
| م                              | عداء                           | مرتبة                          |
| 11                             | فاوت فان آرت                   | 45                             |
| 12                             | سيب كوس                        | 6                              |
| 13                             | روبرت جاسنك                    | لم يكمل السباق                 |
| 14                             | Tim van Dijke ‏                 | لم يكمل السباق                 |
| 15                             | بير ستراند هاجينز              | لم يكمل السباق                 |
| 16                             | جوليان فيرموت                  | لم يكمل السباق                 |
| 17                             | جان تراتنيك                    | 3                              |

| Ineos Grenadiers IGD | Ineos Grenadiers IGD       | Ineos Grenadiers IGD |
| -------------------- | -------------------------- | -------------------- |
| م                    | عداء                       | مرتبة                |
| 21                   | كارلوس رودريغيز كانو       | 19                   |
| 22                   | ميكال كوياتكووسكي          | 7                    |
| 23                   | Andrew August ‏             | لم يكمل السباق       |
| 24                   | عمر فريل                   | 21                   |
| 25                   | سالفاتوري بوتشيو           | لم يكمل السباق       |
| 26                   | بن تورنر                   | 42                   |
| 27                   | Michael Leonard (cyclist) ‏ | لم يكمل السباق       |

| Decathlon-AG2R La Mondiale DAT | Decathlon-AG2R La Mondiale DAT | Decathlon-AG2R La Mondiale DAT |
| ------------------------------ | ------------------------------ | ------------------------------ |
| م                              | عداء                           | مرتبة                          |
| 31                             | Jordan Labrosse ‏               | لم يكمل السباق                 |
| 32                             | Valentin Retailleau ‏           | 26                             |
| 33                             | Paul Lapeira ‏                  | لم يكمل السباق                 |
| 34                             | Sander De Pestel ‏              | 44                             |
| 35                             | Nicolas Prodhomme ‏             | 5                              |
| 36                             | Bastien Tronchon ‏              | 2                              |
| 37                             | أندريا فيندرام                 | 15                             |

| Movistar Team MOV | Movistar Team MOV     | Movistar Team MOV |
| ----------------- | --------------------- | ----------------- |
| م                 | عداء                  | مرتبة             |
| 41                | إيفان غارسيا          | 27                |
| 42                | غونزالو سيرانو        | 28                |
| 43                | Oier Lazkano ‏ (طريق)  | 1                 |
| 44                | Mathias Norsgaard ‏    | لم يكمل السباق    |
| 45                | Iván Romeo ‏           | 12                |
| 46                | غريغور مولبرغر (طريق) | 23                |
| 47                | Carlos Canal ‏         | 8                 |

| Lidl–Trek Future Racing ‏ LTF | Lidl–Trek Future Racing ‏ LTF | Lidl–Trek Future Racing ‏ LTF |
| ---------------------------- | ---------------------------- | ---------------------------- |
| م                            | عداء                         | مرتبة                        |
| 51                           | Amanuel Ghebreigzabhier ‏     | 34                           |
| 52                           | Cole Kessler‏                 | لم يكمل السباق               |
| 53                           | Matteo Milan ‏                | لم يكمل السباق               |
| 54                           | Liam O'Brien‏                 | لم يكمل السباق               |
| 55                           | Martin Pedersen ‏             | لم يكمل السباق               |
| 56                           | Cameron Rogers (cyclist) ‏    | لم يكمل السباق               |
| 57                           | Axandre Van Petegem ‏         | لم يكمل السباق               |

| أوسكالتيل أوسكادي ‏ EUS | أوسكالتيل أوسكادي ‏ EUS | أوسكالتيل أوسكادي ‏ EUS |
| ---------------------- | ---------------------- | ---------------------- |
| م                      | عداء                   | مرتبة                  |
| 61                     | Xabier Berasategi ‏     | لم يكمل السباق         |
| 62                     | Enekoitz Azparren ‏     | لم يكمل السباق         |
| 63                     | Unai Cuadrado ‏         | لم يكمل السباق         |
| 64                     | Mikel Iturria ‏         | 41                     |
| 65                     | لويس أنخيل ماتي        | 29                     |
| 66                     | Iker Mintegi ‏          | لم يكمل السباق         |
| 67                     | Gotzon Martín ‏         | 33                     |

| Equipo Kern Pharma ‏ EKP | Equipo Kern Pharma ‏ EKP    | Equipo Kern Pharma ‏ EKP |
| ----------------------- | -------------------------- | ----------------------- |
| م                       | عداء                       | مرتبة                   |
| 71                      | Urko Berrade ‏              | لم يكمل السباق          |
| 72                      | Pablo Castrillo ‏           | 13                      |
| 73                      | Ibon Ruiz ‏                 | لم يكمل السباق          |
| 74                      | Jorge Gutiérrez (cyclist) ‏ | لم يكمل السباق          |
| 75                      | Eugenio Sánchez (cyclist) ‏ | لم يكمل السباق          |
| 76                      | Diego Uriarte ‏             | لم يكمل السباق          |
| 77                      | مارتي ماركيز               | لم يكمل السباق          |

| برجس بي إتش ‏ BBH | برجس بي إتش ‏ BBH         | برجس بي إتش ‏ BBH |
| ---------------- | ------------------------ | ---------------- |
| م                | عداء                     | مرتبة            |
| 81               | خوسيه مانويل دياز        | 14               |
| 82               | جيتسي بول                | لم يكمل السباق   |
| 83               | Eric Fagúndez ‏           | 38               |
| 84               | Sinuhé Fernández ‏        | 36               |
| 85               | Georgios Bouglas ‏ (طريق) | لم يكمل السباق   |
| 86               | سيباستيان مورا           | لم يكمل السباق   |
| 87               | Karel Vacek ‏             | لم يكمل السباق   |

| كاجا رورال-سيغوروس ‏ CJR | كاجا رورال-سيغوروس ‏ CJR | كاجا رورال-سيغوروس ‏ CJR |
| ----------------------- | ----------------------- | ----------------------- |
| م                       | عداء                    | مرتبة                   |
| 91                      | Fernando Barceló ‏       | 16                      |
| 92                      | جيفرسون سيبيدا          | 43                      |
| 93                      | Samuel Fernández ‏       | لم يكمل السباق          |
| 94                      | ديفيد غونزاليس          | 31                      |
| 95                      | Joseba López ‏           | لم يكمل السباق          |
| 96                      | Orluis Aular ‏ (طريق)    | لم يكمل السباق          |
| 97                      | Joel Nicolau ‏           | 24                      |

| سبورت فلاندرين بالويس ‏ TFB | سبورت فلاندرين بالويس ‏ TFB | سبورت فلاندرين بالويس ‏ TFB |
| -------------------------- | -------------------------- | -------------------------- |
| م                          | عداء                       | مرتبة                      |
| 101                        | Jules Hesters ‏             | لم يكمل السباق             |
| 102                        | Victor Vercouillie ‏        | لم يكمل السباق             |
| 103                        | Kamiel Bonneu ‏             | لم يكمل السباق             |
| 104                        | Toon Clynhens ‏             | 37                         |
| 105                        | Elias Maris ‏               | لم يكمل السباق             |
| 106                        | Yentl Vandevelde ‏          | لم يكمل السباق             |
| 107                        | Ward Vanhoof ‏              | 30                         |

| Lotto Dstny LTD | Lotto Dstny LTD     | Lotto Dstny LTD |
| --------------- | ------------------- | --------------- |
| م               | عداء                | مرتبة           |
| 111             | Cédric Beullens ‏    | 9               |
| 112             | سيباستيان غرينيار ‏  | 40              |
| 113             | جاكوبو غوارنييري    | لم يكمل السباق  |
| 114             | Mathijs Paasschens ‏ | 35              |
| 115             | إدواردو سيبولفيدا   | 39              |
| 116             | ارنو دي لاي         | لم يكمل السباق  |

| Q36.5 Pro Cycling Team ‏ Q36 | Q36.5 Pro Cycling Team ‏ Q36 | Q36.5 Pro Cycling Team ‏ Q36 |
| --------------------------- | --------------------------- | --------------------------- |
| م                           | عداء                        | مرتبة                       |
| 121                         | ديفيد دي لا كروز            | 32                          |
| 122                         | جيانلوكا برامبيلا           | 11                          |
| 123                         | Marcel Camprubí ‏            | لم يكمل السباق              |
| 124                         | مارك دونوفان                | 17                          |
| 125                         | Filippo Conca ‏              | 22                          |
| 126                         | Joey Rosskopf ‏              | لم يكمل السباق              |
| 127                         | Nickolas Zukowsky ‏ (طريق)   | لم يكمل السباق              |

| Illes Balears Arabay Cycling ‏ IBA | Illes Balears Arabay Cycling ‏ IBA | Illes Balears Arabay Cycling ‏ IBA |
| --------------------------------- | --------------------------------- | --------------------------------- |
| م                                 | عداء                              | مرتبة                             |
| 131                               | Sergi Darder ‏                     | لم يكمل السباق                    |
| 132                               | ESP                               | لم يكمل السباق                    |
| 133                               | Arnau Gilabert‏                    | لم يكمل السباق                    |
| 134                               | ESP                               | لم يكمل السباق                    |
| 135                               | Asier Pablo González‏              | لم يكمل السباق                    |
| 136                               | Pau Llaneras ‏                     | لم يكمل السباق                    |
| 137                               | Alex Molenaar ‏                    | لم يكمل السباق                    |

## التصنيف العام النهائي
| التصنيف العام         | التصنيف العام      | التصنيف العام              | التصنيف العام | التصنيف العام |
| العداء                | العداء             | الفريق                     | الوقت         |               |
| --------------------- | ------------------ | -------------------------- | ------------- | ------------- |
| 1                     | Oier Lazkano ‏      | موفيستار                   | 3 س 43 د 50 ث |               |
| 2                     | Bastien Tronchon ‏  | Decathlon-AG2R La Mondiale | + 28 ث        |               |
| 3                     | جان تراتنيك        | Team Visma \| Lease a Bike | + 28 ث        |               |
| 4                     | تيم فيلانز         | فريق الإمارات              | + 28 ث        |               |
| 5                     | Nicolas Prodhomme ‏ | Decathlon-AG2R La Mondiale | + 42 ث        |               |
| 6                     | سيب كوس            | Team Visma \| Lease a Bike | + 47 ث        |               |
| 7                     | ميكال كوياتكووسكي  | Ineos Grenadiers           | + 1 د 22 ث    |               |
| 8                     | Carlos Canal ‏      | موفيستار                   | + 1 د 22 ث    |               |
| 9                     | Cédric Beullens ‏   | Lotto Dstny                | + 1 د 22 ث    |               |
| 10                    | مارك سولير         | فريق الإمارات              | + 1 د 22 ث    |               |
|                       |                    |                            |               |               |
| مصدر: ProCyclingStats |                    |                            |               |               |

## وصلات خارجية
- الموقع الرسمي
- لمحة عن سباق كلاسيكا جيان بارايسو إنتيريور 2024 على موقع  ProCyclingStats   (برو  سايكلنج  ستاتس) - إحصاءات  محترفي  الدراجات.
- كلاسيكا جيان بارايسو إنتيريور 2024 على موقع إحصائيات الدراجات الإحترافية (الإنجليزية)